# مردم بروشو
مردم بروشو یا مردم هنزه یک گروه قومی - زبانی در، دره هنزه، دره نگر و دیگر دره‌های گلگت—بلتستان در شمال پاکستان، و همچنین در جامو و کشمیر، هند هستند. آنها به زبان بروشسکی که، به عنوان یک زبان منزوی طبقه‌بندی شده‌است صحبت می‌کنند.
منشأ این قوم ناشناخته است البته فرضیه‌های متعددی از منشأ آنها ارائه شده‌است، یکی از این فرضیه‌ها این است که ادعا می‌شود مردم بوروشو بومیان شمال غربی هند بودند که با مهاجرت هندوآریایی‌ها که در حدود سال ۱۸۰۰ سال قبل از میلاد به سمت جنوب مهاجرت کردند، به کوه‌ها رانده شدند؛ فرضیه دیگری منشأ آنان را به دوران فتوحات اسکندر و ورود مهاجران یونانی به این منطقه می‌داند، این فرضیه از لحاظ ژنتیکی رد شده‌است. زبان آنها یک زبان تک‌خانواده است و با هیچ زبانی در جهان هم خانوادگی ندارد؛ با اینکه آنها به یک زبان غیر هندوایرانی صحبت می‌کنند، اما بروشوها از لحاظ ژنتیکی به مردمان هندوایرانی آن منطقه شباهت ژنتیکی دارند. بوروشوها به خاطر عشقشان به موسیقی و رقص، همراه با دیدگاه‌های مترقی‌شان نسبت به آموزش و پرورش و حقوق زنان مشهور هستند.

## تاریخ

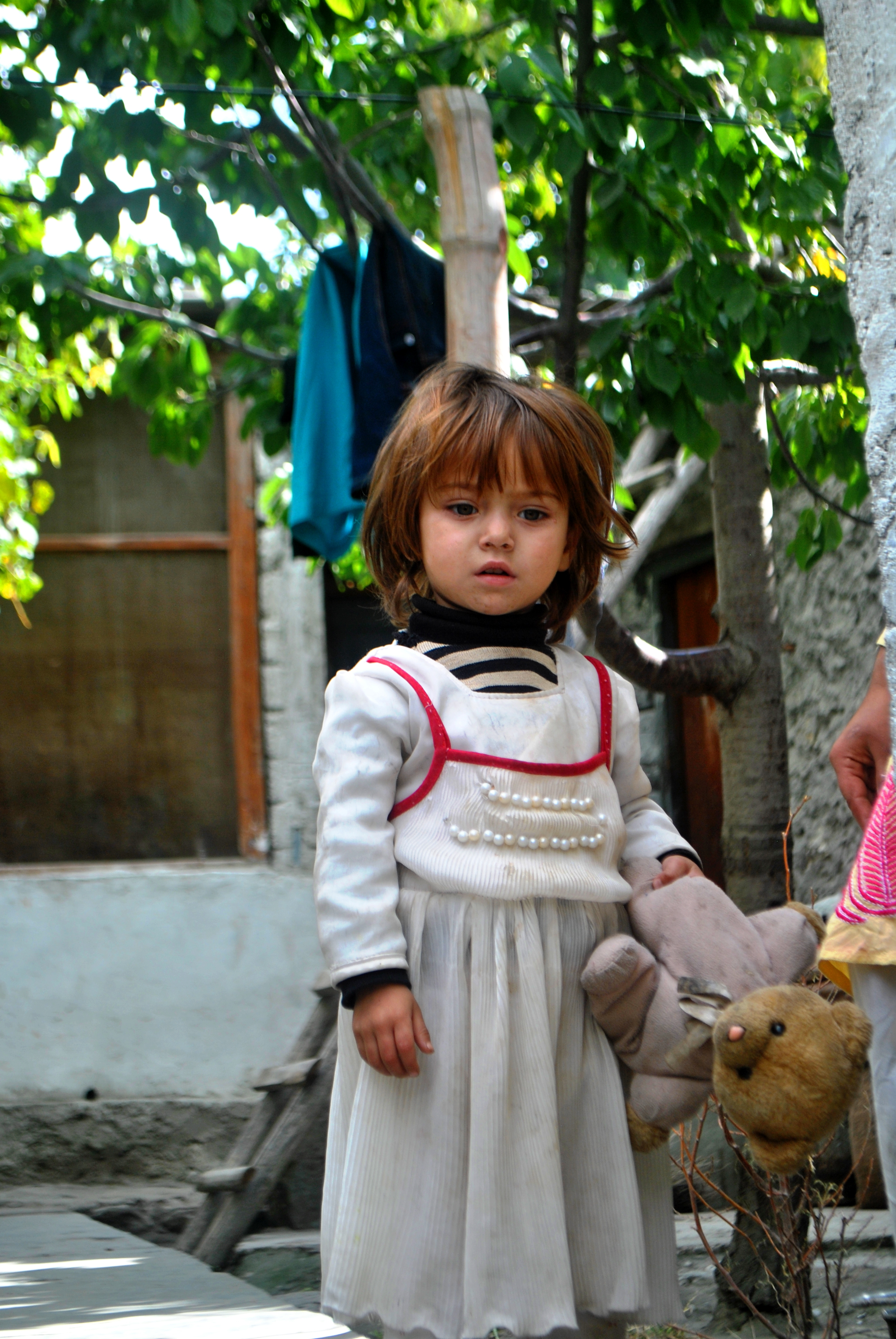
دختر بروشو در پاکستان

قبل از دوران مدرن، منطقه ای که اکنون اکثر بروشوها در آن زندگی می‌کنند، بخشی از ایالت مستقل گلگت بود. این ایالت یک سلطنت موروثی بود که تحت کنترل سلسله طرخان اداره می‌شد. بعداً این قلمرو تحت فرمان راج بریتانیا شد. اکنون این منطقه بخشی از پاکستان است.

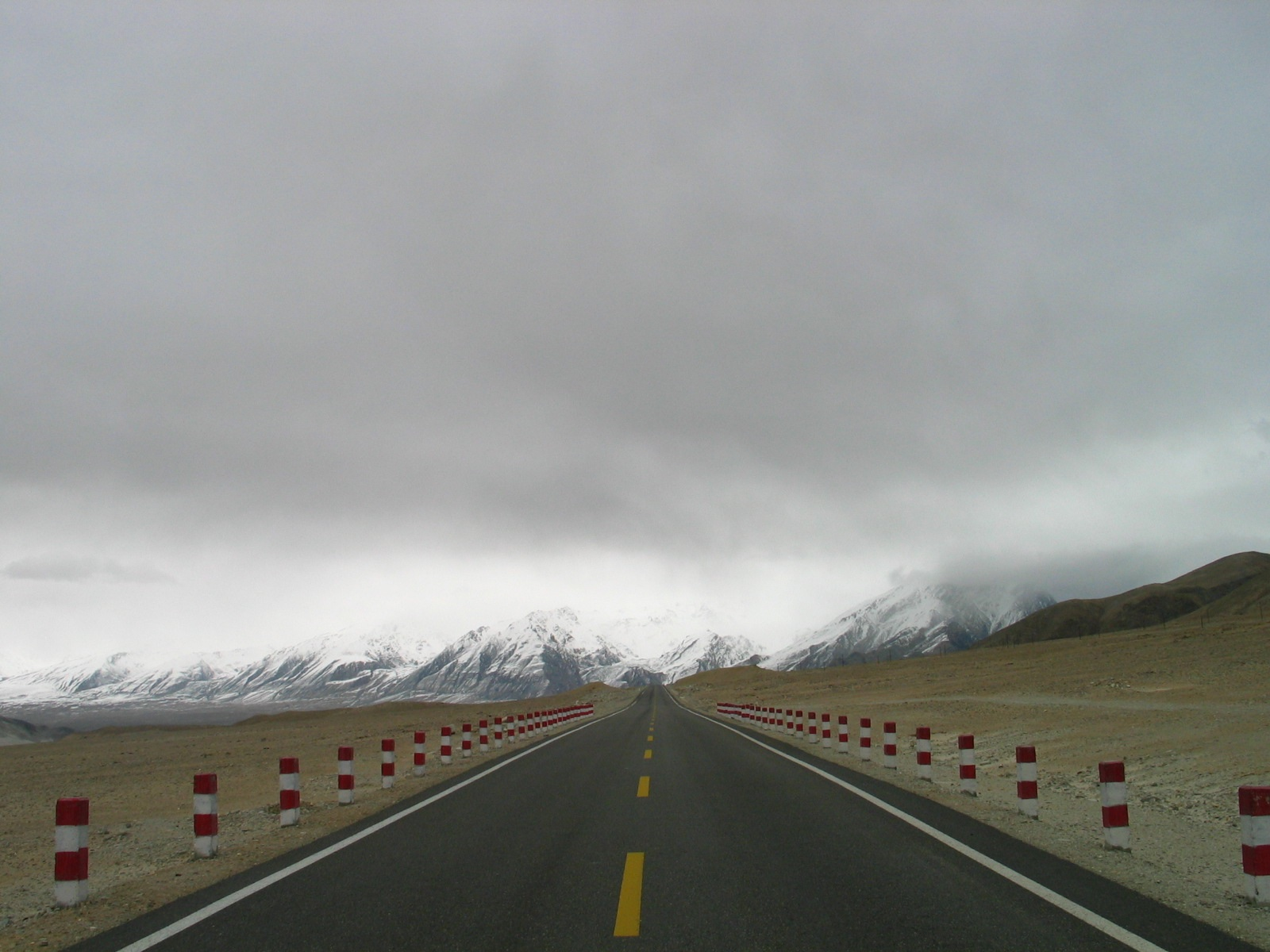
گردنه خنجراب، شاهراه قره‌قروم

ساخت شاهراه قره‌قروم در طول دهه ۱۹۷۰ ارتباط گسترده‌تری میان این منطقه با جهان خارج به ارمغان آورد. بسیاری از تاجران، گردشگران و … دسترسی جدیدی به سرزمین بوروشوها پیدا کردند و این متعاقباً فرهنگ و اقتصاد محلی منطقه را تغییر داد

## سرزمین

### دره هنزه

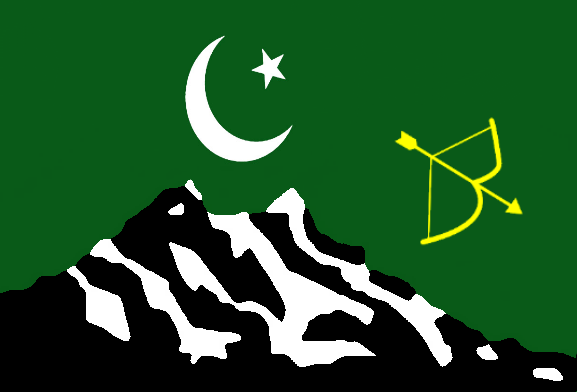
پرچم دولت شاهزاده هنزه

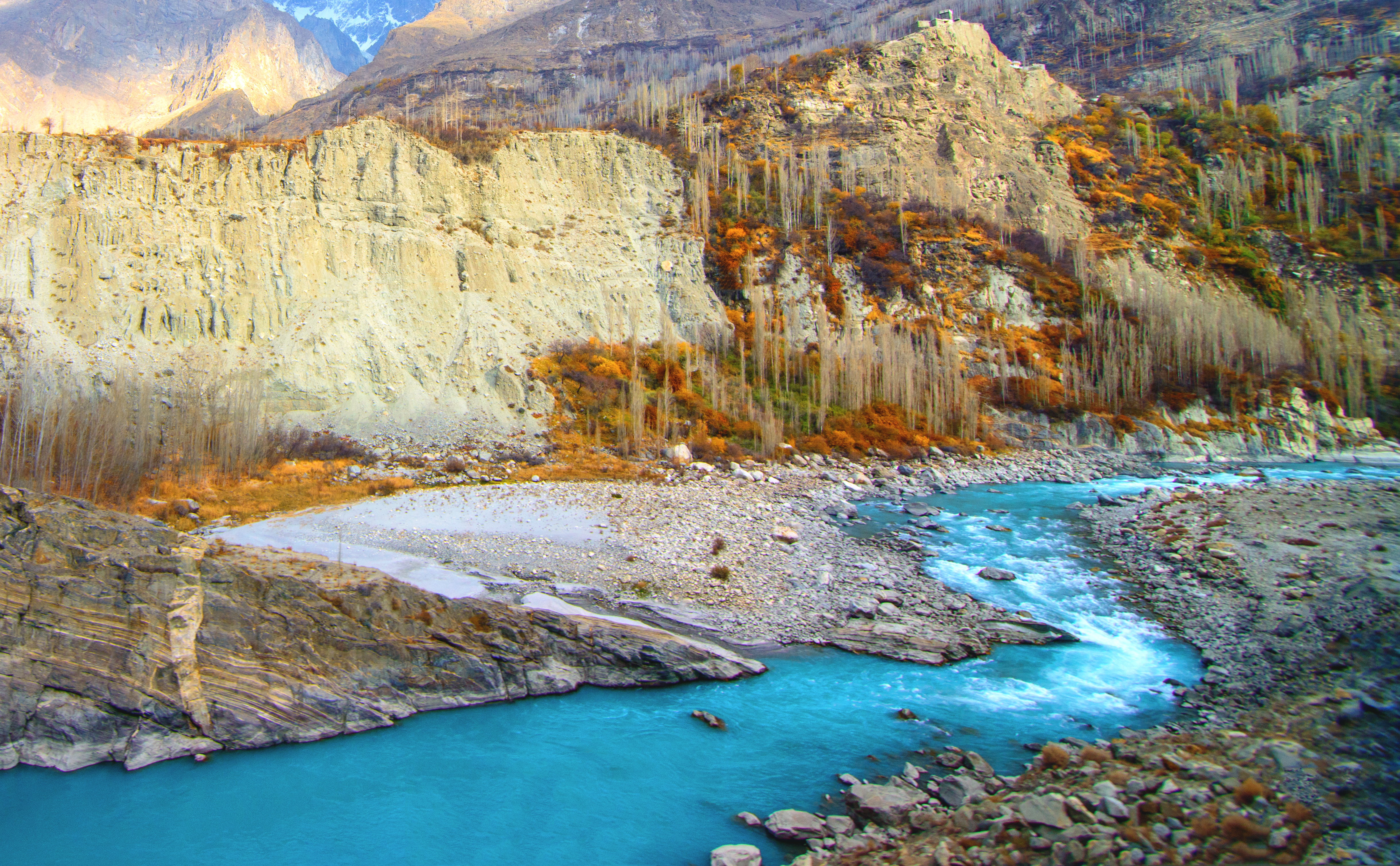
دره هنزه

وطن اصلی بروشوها دره هنزه است، این منطقه در شمالی‌ترین نقطه پاکستان و مجاورت دالان واخان در مرز آن کشور با افغانستان و سین‌کیانگ چین واقع شده‌است. در دره هنزه علاوه بر بروشوها اقوام دیگری همچون اقوام پامیری زندگی می‌کنند.

### جامو و کشمیر
گروهی متشکل از ۳۵۰ نفر از مردم بوروشو نیز در قلمرو اتحادیه هند در منطقه جامو و کشمیر ساکن هستند که در چند روستا متمرکز هستند. این جامعه بوروشو در قرن نوزدهم میلادی به این منطقه مهاجرت کردند آنها توسط سایر گروه‌های قومی در ایالت به عنوان بوتراج شناخته می‌شوند، آنها به اسلام شیعی پایبند هستند و زبان رسومات محلی خود را حفظ نموده‌اند. علاوه بر این، بسیاری از بروشوهای جامو و کشمیری چندزبانه هستند که به کشمیری، هندوستانی و تاحدودی به زبان بلتی و شینا صحبت می‌کنند.

## ژنتیک

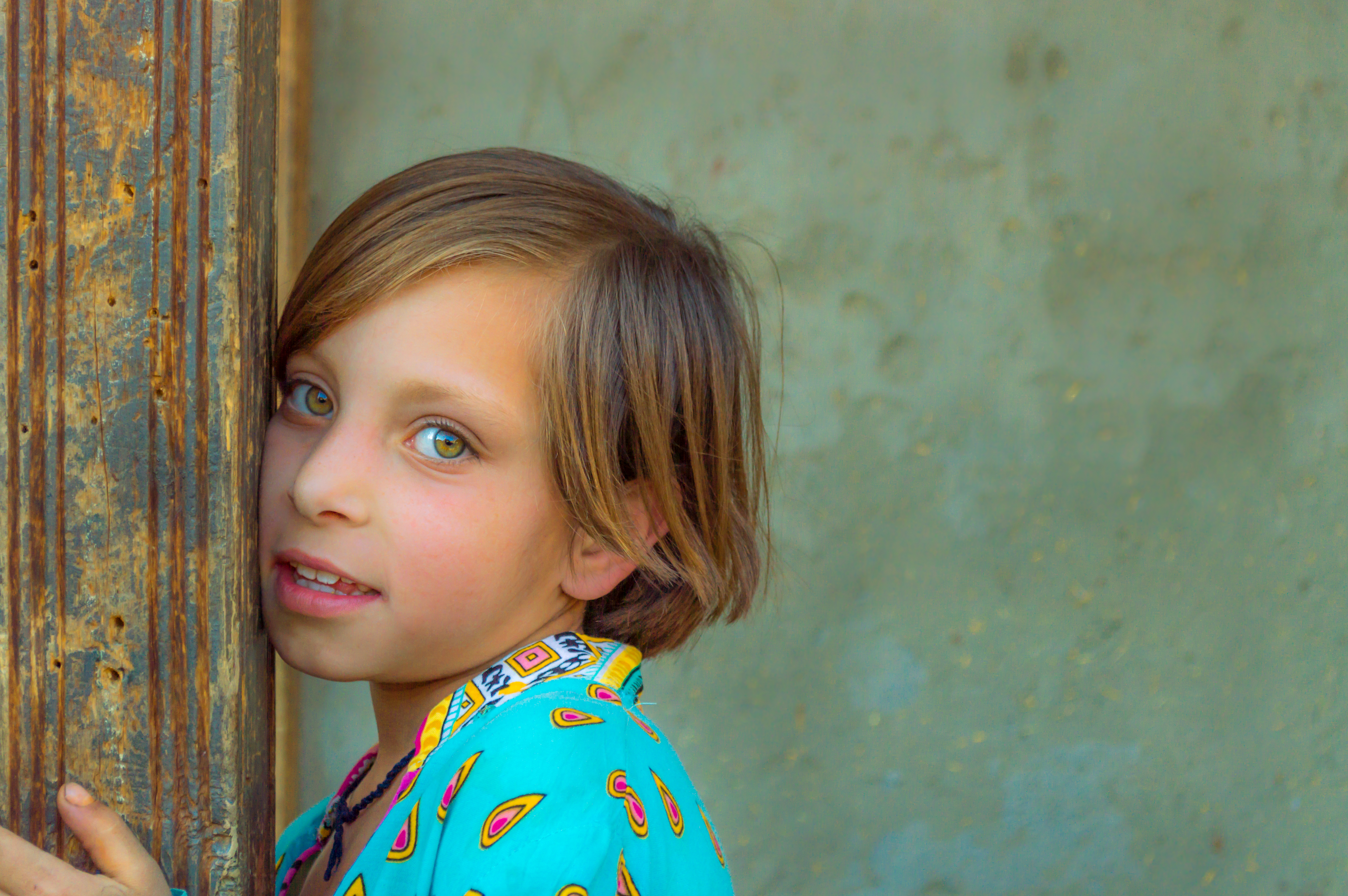
کودک بروشو با چهره اروپایی

انواع تک‌گروه‌های کروموزوم Y در میان بروشوها دیده شده‌است، رایج‌ترین هاپلوگروپ‌های یافت شده در بوروشوها R1a1 و R2a بودند که اولی مربوط به مردم هند و اروپایی است که در ۲۰۰۰ سال قبل از میلاد همزمان با مهاجرت آریایی‌ها به جنوب آسیا گسترش یافته‌است، این تک‌گروه احتمالاً در آسیای جنوبی، آسیای مرکزی یا ایران و قفقاز سرچشمه گرفته‌است.   دو دودمان معمولی دیگر با منشأ آسیای جنوبی همچون هاپلوگروپ H1 و هاپلوگروپ L3 چند نمونه در این قوم مشاهده شده‌است.
هاپلوگروپ‌های Y-DNA دیگر که به فرکانس‌های قابل توجهی در میان بوروشو می‌رسند، هاپلوگروپ J2 و مرتبط با گسترش کشاورزی از خاور نزدیک، و هاپلوگروپ C3، با منشأ اوراسیا شرقی و در فرکانس پایین‌تر هاپلوگروپ‌های O3، همچنین از دودمان نر اوراسیا شرقی، و منشأ نر سیبری Q , P، F ، و G وجود دارند. تحقیقات DNA اجداد مذکر برخی از ساکنان هونزا را با گویشوران ایرانی‌تبار زبان‌های پامیر و سایر جوامع کوهستانی از قومیت‌های مختلف گروه‌بندی می‌کند، که عمدتاً به دلیل وجود بالای M124 (هاپلوگروپ مردم آریایی) است که در فرکانس بالا در این جمعیت‌ها وجود دارد با این حال، آنها سهم ژنتیکی آسیای شرقی نیز در آنها وجود دارد که نشان می‌دهد حداقل برخی از اجداد آنها از شمال هیمالیا منشأ می‌گیرند. هیچ جزء ژنتیکی یونانی در میان بوروشوها در آزمایش‌ها شناسایی نشده‌است، بنابراین فرضیه یونانی‌تبار بودن آنها مردود است.

## کتابشناسی
- Underhill, Peter A. (2014), "The phylogenetic and geographic structure of Y-chromosome haplogroup R1a", European Journal of Human Genetics, 23 (1): 124–131, doi:10.1038/ejhg.2014.50, ISSN 1018-4813, PMC 4266736, PMID 24667786
- Underhill, Peter A. (2015), "The phylogenetic and geographic structure of Y-chromosome haplogroup R1a", European Journal of Human Genetics, 23 (1): 124–131, doi:10.1038/ejhg.2014.50, PMC 4266736, PMID 24667786